# 아제르바이잔 소비에트 사회주의 공화국
아제르바이잔 소비에트 사회주의 공화국 (아제르바이잔어: Azərbaycan Sovet Sosialist Respublikası / Azərbaycan Sovet Sosialist Respublikası 아제르바이잔 소베트 소시알리스트 레스푸블리카스, 러시아어: Азербайджанская Советская Социалистическая Республика 아제르바이잔스카야 소베츠카야 소치알리스티체스카야 레스푸블리카*)는 1936년에서 1991년까지 소비에트 연방에 존재했던 공화국이었다.
1920년 4월 28일에서 1922년 3월 12일까지 소비에트 사회주의 공화국에 가입했다. 1922년 1936년 12월 5일까지 자캅카스 소비에트 연방 사회주의 공화국을 이루었다. 1990년 10월 19일에 아제르바이잔 공화국을 선언했고 1년 뒤에 독립하게 되었다. 아제르바이잔 측에서는 "키릴 문자는 이오시프 스탈린에게 강요당한 것"이라고 반발하여 1991년 이후부터 아제르바이잔어 키릴 문자를 폐지했다.

## 당 서기장

### 1938년 이후
미르테이무르 야구보프 (Mir Teymur Yaqubov, 1938-1941)
미르배시르 가스모프 (Mir bəşir Qasımov, 1938-1949)
애지즈 앨리예프 (Əziz Əliyev, 1941-1944)
술탄 가파르자대 (Sultan Qafarzadə, 1944-1947)
유수프 유수포프 (Yusuf Yusufov, 1947-1951)
내재르 헤이대로프 (Nəzər Heydərov, 1949-1954)
아가미르재 애흐매도프(Ağamirzə Əhmədov, 1951-1953)
무스타파 톱추바쇼프 (Mustafa Topçubaşov, 1953-1955)
미르재 이브라히모프 (Mirzə İbrahimov, 1954-1958)
아브둘라 바이라모프 (Abdulla Bayramov, 1955-1958)
미르재 이브라히모프 (Mirzə İbrahimov, 1958-1959) · 일리아스 아브둘라예프 (İlyas Abdullayev, 1958-1959)
개잰패르 재패를리 (Qəzənfər Cəfərli, 1959)
새프태르 재패로프 (Səftər Cəfərov, 1959-1961)
앨리 타그자대 (Əli Tağızadə, 1959-1963)
맴매드 이스갠대로프 (Məmməd İsgəndərov, 1961-1969)
맴매드 다다슈자대 (Məmməd Dadaşzadə, 1963-1967)
무스타파 톱추바쇼프 (Mustafa Topçubaşov, 1967-1971)
구르반 핼릴로프 (Qurban Xəlilov, 1969-1985)
쉴레이만 뤼스탬 (Süleyman Rüstəm, 1971-1989)
쉴레이만 타틀르예프 (Süleyman Tatlıyev, 1985-1989)
엘미라 가파로바 (Emira Qafarova, 1989-1990)

### 1937년까지
무흐타르 하즈예프 (Muxtar Hacıyev, 1921-1922)
새매드아가 아가말르오글루 (Səməd ağa Ağamalıoğlu, 1922-1929)
술탄매지드 애팬디예프 (Sultanməcid Əfəndiyev, 1929-1930)
개잰패르 무사배요프 (Qəzənfər Musabəyov, 1930-1931)
술탄매지드 애팬디예프 (Sultanməcid Əfəndiyev, 1931-1937)